# 塔德乌什·特罗扬诺夫斯基
塔德乌什·特罗扬诺夫斯基（波蘭語：Tadeusz Trojanowski，1933年1月1日—），波兰男子摔跤运动员。他曾代表波兰参加1960年夏季奥林匹克运动会摔跤比赛，获得男子自由式57公斤级铜牌。